# Cuaterna pitagórica

Las cuatro cuaternas pitagóricas formadas por valores de un solo dígito

Una cuaterna pitagórica es una tupla de números enteros a, b, c y d, de modo que a2 + b2 + c2 = d2. Son soluciones de una ecuación diofántica y, a menudo, solo se consideran valores enteros positivos. Sin embargo, para proporcionar una interpretación geométrica más completa, se puede permitir que los valores enteros sean negativos y cero (permitiendo así incluir ternas pitagóricas) con la única condición de que d > 0. En esta configuración, una cuaterna pitagórica (a, b, c, d) define un ortoedro con longitudes de lados enteros | a |, | b | y | c |, cuya diagonal espacial tiene una longitud entera d. Las cuaternas pitagóricas, con esta interpretación, también se denominan "cajas pitagóricas". En este artículo se asume, a menos que se indique lo contrario, que los valores de una cuaterna pitagórica son todos números enteros positivos.

## Parametrización de cuaternas primitivas
Una cuaterna pitagórica se llama primitiva si el máximo común divisor de sus componentes es 1. Cada cuaterna pitagórica es un múltiplo entero de una cuaterna primitiva. El conjunto de las cuaternas pitagóricas primitivas para las que a es impar puede ser generado por las fórmulas
{\displaystyle {\begin{aligned}a&=m^{2}+n^{2}-p^{2}-q^{2},\\b&=2(mq+np),\\c&=2(nq-mp),\\d&=m^{2}+n^{2}+p^{2}+q^{2},\end{aligned}}}
donde m, n, p y q son enteros no negativos con el mayor divisor común 1, de modo que m + n + p + q es impar. Por lo tanto, todas las cuaternas pitagóricas primitivas se caracterizan por la identidad de Lebesgue:
{\displaystyle (m^{2}+n^{2}+p^{2}+q^{2})^{2}=(2mq+2np)^{2}+(2nq-2mp)^{2}+(m^{2}+n^{2}-p^{2}-q^{2})^{2}.}

## Parametrization alternativa
Todas las cuaternas pitagóricos (incluidas las no primitivas, y con repetición, aunque a, b y c no aparezcan en todos los órdenes posibles) se pueden generar a partir de dos enteros positivos a y b de la siguiente manera:
Si a y b tienen paridad diferente, entonces se elige p tal que sea cualquier factor de a2 + b2 de modo que p2 < a2 + b2. A continuación, c = a2 + b2 − p22p y d = a2 + b2 + p22p. Téngase en cuenta que p = d − c.
Existe un método similar para generar todas las cuaternas pitagóricas para las que a y b son pares. Sea l = a2 y m = b2 y además sea n un factor de l2 + m2 tal que n2 < l2 + m2. Se tiene que c = l2 + m2 − n2n y d = l2 + m2 + n2n. Este método genera todas las cuaternas pitagóricas exactamente una vez cada una cuando l y m se ejecutan a través de todos los pares de números naturales y n se ejecuta a través de todos los valores permitidos para cada par.
No existe tal método si a y b son impares, en cuyo caso no existen soluciones, como se puede ver en la parametrización de la sección anterior.

## Propiedades
El número más grande que siempre divide el producto abcd es 12. La cuaterna con el producto mínimo es (1, 2, 2, 3).

## Relación con cuaterniones y matrices ortogonales racionales
Una cuaterna pitagórica primitiva (a, b, c, d) parametrizada por (m,n,p,q) se corresponde con la primera columna de la aplicación matricial E(α) de conjugación α(⋅)α por el cuaternión de Hurwitz α = m + ni + pj + qk restringido al subespacio de ℍ abarcado por i, j, k, dado por
{\displaystyle E(\alpha )={\begin{pmatrix}m^{2}+n^{2}-p^{2}-q^{2}&2np-2mq&2mp+2nq\\2mq+2np&m^{2}-n^{2}+p^{2}-q^{2}&2pq-2mn\\2nq-2mp&2mn+2pq&m^{2}-n^{2}-p^{2}+q^{2}\\\end{pmatrix}},}
donde las columnas son ortogonales dos a dos y cada una tiene norma d. Además, se tiene que 1dE(α) ∈ SO(3,ℚ), y, de hecho, todas las matrices ortogonales de orden 3×3 con coeficientes racionales surgen de esta manera.

## Cuaternas pitagóricas primitivas con norma pequeña
Hay 31 cuaternas pitagóricas primitivas en las que todas las entradas son menores a 30:
| ( | 1 | , | 2 | , | 2  | , | 3  | ) | ( | 2 | , | 10 | , | 11 | , | 15 | ) | ( | 4  | , | 13 | , | 16 | , | 21 | ) | ( | 2  | , | 10 | , | 25 | , | 27 | ) |
| ( | 2 | , | 3 | , | 6  | , | 7  | ) | ( | 1 | , | 12 | , | 12 | , | 17 | ) | ( | 8  | , | 11 | , | 16 | , | 21 | ) | ( | 2  | , | 14 | , | 23 | , | 27 | ) |
| ( | 1 | , | 4 | , | 8  | , | 9  | ) | ( | 8 | , | 9  | , | 12 | , | 17 | ) | ( | 3  | , | 6  | , | 22 | , | 23 | ) | ( | 7  | , | 14 | , | 22 | , | 27 | ) |
| ( | 4 | , | 4 | , | 7  | , | 9  | ) | ( | 1 | , | 6  | , | 18 | , | 19 | ) | ( | 3  | , | 14 | , | 18 | , | 23 | ) | ( | 10 | , | 10 | , | 23 | , | 27 | ) |
| ( | 2 | , | 6 | , | 9  | , | 11 | ) | ( | 6 | , | 6  | , | 17 | , | 19 | ) | ( | 6  | , | 13 | , | 18 | , | 23 | ) | ( | 3  | , | 16 | , | 24 | , | 29 | ) |
| ( | 6 | , | 6 | , | 7  | , | 11 | ) | ( | 6 | , | 10 | , | 15 | , | 19 | ) | ( | 9  | , | 12 | , | 20 | , | 25 | ) | ( | 11 | , | 12 | , | 24 | , | 29 | ) |
| ( | 3 | , | 4 | , | 12 | , | 13 | ) | ( | 4 | , | 5  | , | 20 | , | 21 | ) | ( | 12 | , | 15 | , | 16 | , | 25 | ) | ( | 12 | , | 16 | , | 21 | , | 29 | ) |
| ( | 2 | , | 5 | , | 14 | , | 15 | ) | ( | 4 | , | 8  | , | 19 | , | 21 | ) | ( | 2  | , | 7  | , | 26 | , | 27 | ) |   |    |   |    |   |    |   |    |   |